# الخريطيات
الخريطيات هي منطقه قطريه تابعه لام اصلال وتبعد عن الدوحة مسافة 10 كم تقريباً وتتبعها منطقة ازغوى وتعد ازغوى ضاحيه من ضواحي الخريطيات.

## التسمية
سميت الخريطيات بهذا الاسم نسبة إلى نبات كان ينمو فيها بكثرة يسمى الخريط تعتبر من المدن القطرية الناهضة فهي تمتاز بالتنظيم العمراني الجيد والشوارع الحديثة، والمباني الجميلة، والأسواق التجارية الحديثة، وبها عدد من المدارس ورياض الأطفال، وبها نادي رياضي حديث يسمى باسمها، وتشهد الخريطيات زيادة سكانية ملحوظة فشوارعها تعج بالحركة منذ الصباح الباكر حتى وقت متأخر من الليل، وتمتاز بكثرة المطاعم التي تعمل تقريبا على مدار الساعة، الخريطيات مدينة جميلة بإمكان المرء أن يستمتع يوميا بمشاهدة شروق الشمس وغروبها نظرا لصفاء الجو وسعة الأفق، كما تمتاز بالهواء النقي.كما تمتاز الخريطيات أيضا بكثافة مساجدها في تحتوي على عدد كبير جدا من المساجد المبنية على احدث المستويات ولعل أشهر هذه المساجد هو مسجد بن سريع الجديد ذو المئذنتين الذي يعد من أكثر المساجد اقامة للفعاليات والنشطة المختلفة كدعوة كبار العلماء والدعاة لإلقاء خطب ودروس في هذا المسجد وكان أول من سكن المنطقة الوجيه الشيخ ناصر بن عبد الله بن علي بن عمر العطية والتي تعود اليه ملكيه المنطقة ومن ثم أبنائه.